# 순진한 아이 (현이와 덕이의 노래)
<순진한 아이>는 대한민국의 남매듀엣 현이와 덕이의 첫번째 정규음반 《순진한 아이》의 동명 타이틀 곡이자 A면 머릿곡으로 발표된 곡이다. 현이와 덕이의 정규 2집 음반 《너나 좋아해 나너 좋아해》에서도 다시 재편곡되어 수록되기도 했다. 이 곡이 처음 취입된 것은 1978년이지만 사실 1975년 장덕이 만 열 네살이던 중학교 2학년 때 만든 곡으로 현이와 덕이가 드래곤 래츠라는 듀엣명으로 미8군 부대에서 많은 사랑을 받으며 새터데이 쇼에 출연했을 당시 <꼬마인형>, <일기장>, <정말> 등과 함께 주된 레퍼토리로 불리게 된 곡이다.